# 비욘드 (2010년 영화)
비욘드(Svinalängorna, Beyond)는 핀란드에서 제작된 페닐라 어거스트 감독의 2010년 드라마 영화이다. 누미 라파스 등이 주연으로 출연하였고 랠프 카를손 등이 제작에 참여하였다.
2011년 아카데미 국제 영화상에 스웨덴을 대표하여 제출되었으나 최종 후보 목록에 오르지는 못했다.

## 출연

### 주연
- 누미 라파스
- 올라 라파스

### 조연
- 우티 마엔파
- 빌레 비르타넨
- 민나 하프킬라
- 로텐 루스

## 제작진
- 공동제작: 건너 카를손
- 공동제작: 테로 코코마
- 배역: 지넷 클린트베르그